# لانشيا ستراتوس
لانشيا ستراتوس HF، المعروفة بـ لانشيا ستراتوس سيارة من إنتاج شركة لانشيا الإيطالية المصنعة للسيارات، ترمز HF إلى High Fidelity الدقة العالية.

## التاريخ
كانت سيارات ستراتوس من أكثر السيارات نجاحاً في الراليات في سبعينات وثمانينات القرن الماضي، حيث ابتدأت هذه السيارة عصراً جديداً من سباق الراليات حيث كانت السيارة الأولى التي أنشئت من الصفر خصيصاً لهذا النوع من السباقات. ثلاثة رجال كانوا وراء مشروع الراليات هذا، وهم مدير فريق لانشيا سيزار فيوريو، المهندس والسائق البريطاني مايك باركس سائق الراليات ساندرو موراني.

## التصنيع

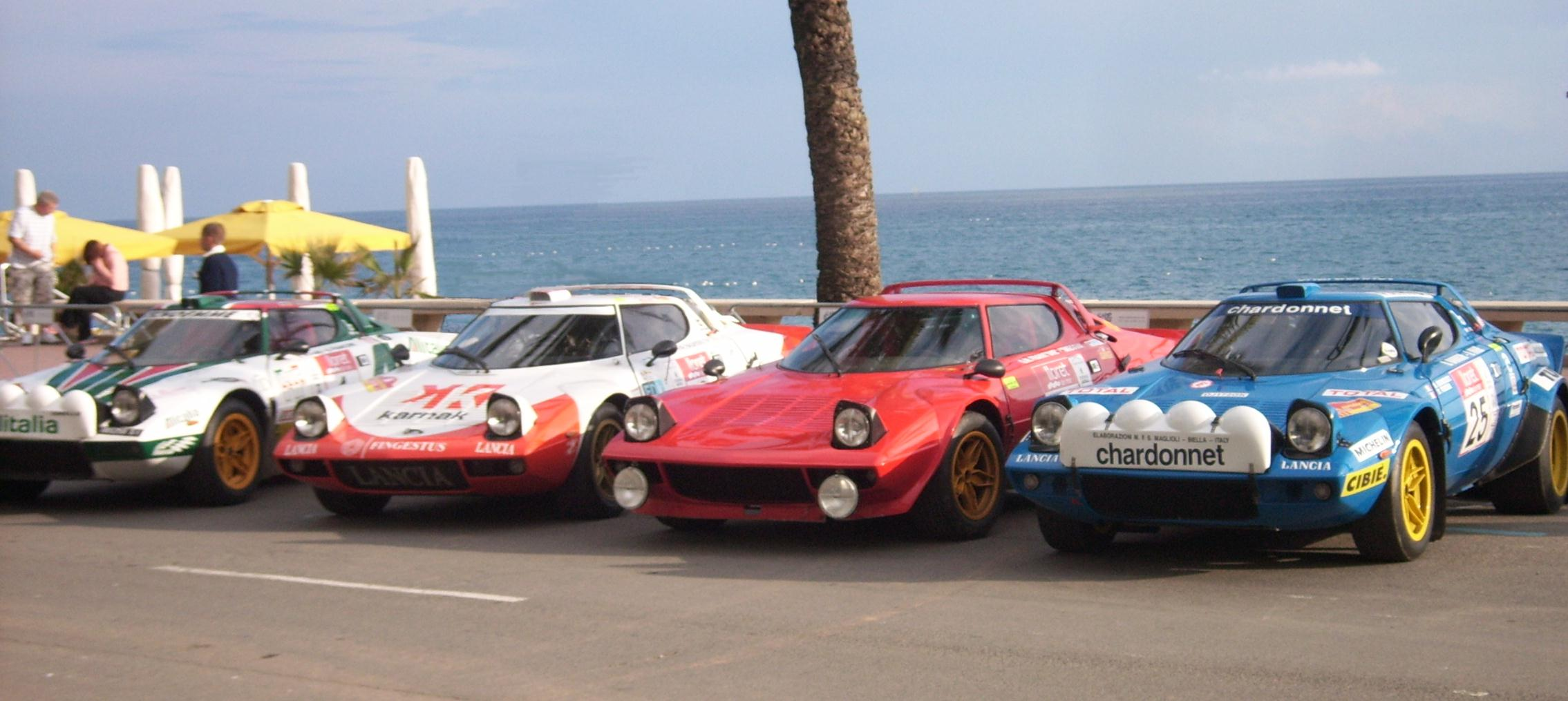
4x Lancia Stratos, Costa Brava Rally, يوريت دي مار, Spain.

أنتجت الشركة 492 سيارة فقط من طراز ستراتوس، الأمر الذي جعل هذه السيارة نادرة هذه الأيام.
وفي عام 1978، صمم بيرتون سيارة كونسيبت مستخدماً سيارة الستراتوس كأساس، وأسماها سيبيليو.

## ستراتوس الظاهرة

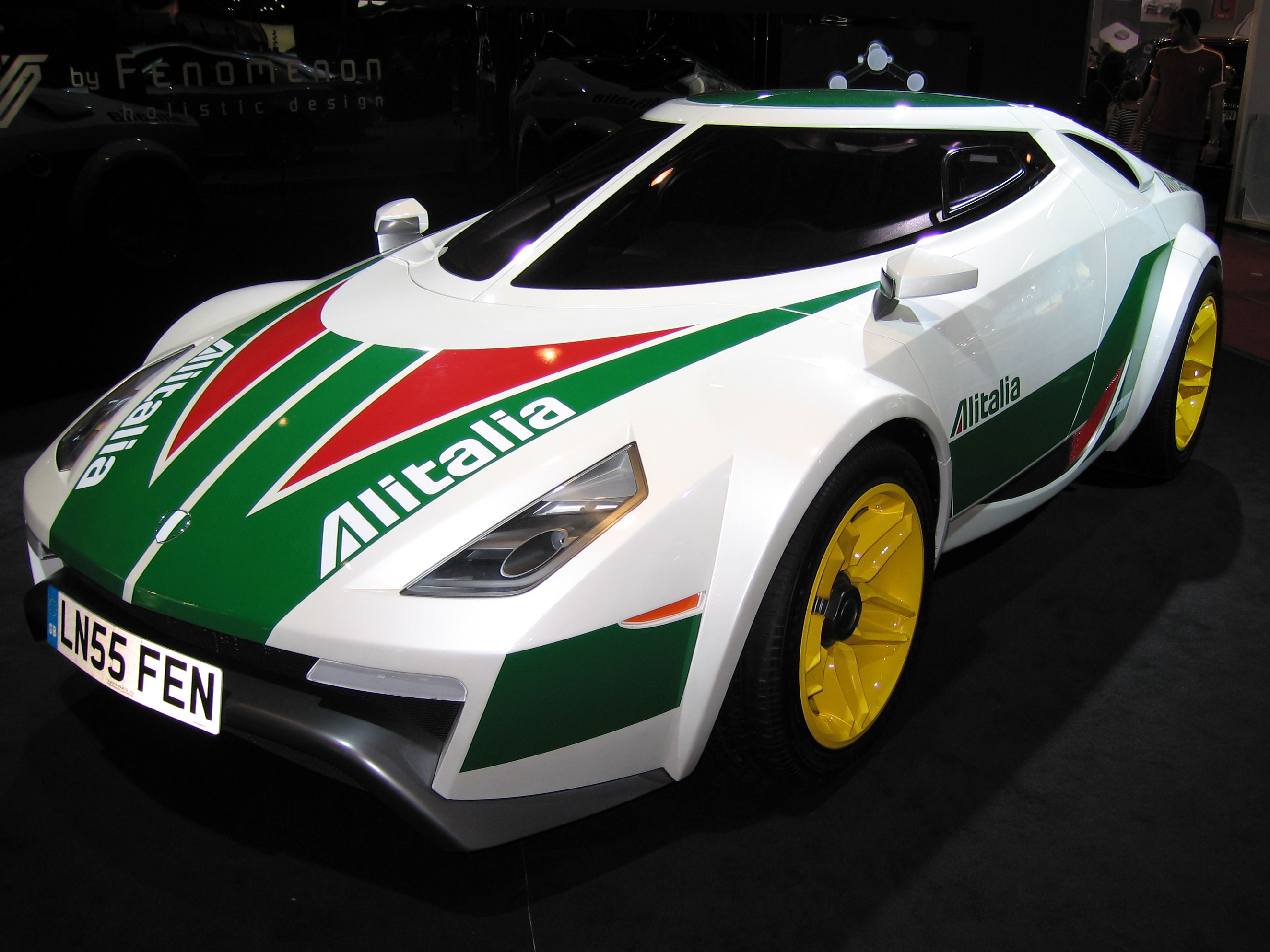
ستراتوس الظاهرة

في معرض جنوا للسيارات عام 2005 ظهر تصميم بريطاني تحت اسم (الظاهرة).